# Winful Cobbinah
Winful Cobbinah (ur. 6 września 1991 w Akrze) – ghański piłkarz występujący na pozycji pomocnika w klubie KF Tirana.

## Statystyki

### Klubowe
| Sezon   | Klub          | Kraj             | Rozgrywki                 | Mecze | Bramki |
| ------- | ------------- | ---------------- | ------------------------- | ----- | ------ |
| 2012/13 | Hearts of Oak | Ghana            | Ghańska Premier League    | ?     | ?      |
| 2013/14 | Hearts of Oak | Ghana            | Ghańska Premier League    | ?     | ?      |
| 2014/15 | Najran SC     | Arabia Saudyjska | Saudi Professional League | 17    | 3      |
| 2015/16 | Najran SC     | Arabia Saudyjska | Saudi Professional League | 1     | 0      |
| 2017    | Hearts of Oak | Ghana            | Ghańska Premier League    | 15    | 4      |
| 2018    | Hearts of Oak | Ghana            | Ghańska Premier League    | 10    | 1      |
| 2018/19 | KF Tirana     | Albania          | Kategoria Superiore       | 31    | 3      |
| 2019/20 | KF Tirana     | Albania          | Kategoria Superiore       | 28    | 7      |